# Armin Eichholz
Armin Eichholz (Duisburg, 21 maggio 1964) è un ex canottiere tedesco.

## Palmarès

### Olimpiadi
- 2 medaglie:
  - 1 oro (Seul 1988 nell'otto[1])
  - 1 bronzo (Barcellona 1992 nell'otto[2])

### Mondiali
- 1 medaglia:
  - 1 oro (Vienna 1991 nell'otto[2])